# Spunk (álbum)
Spunk es el título del álbum bootleg de Sex Pistols, editado originalmente en el Reino Unido entre septiembre y octubre de 1977.
El álbum incluye demos de estudio junto a charlas con Dave Goodman de 1976 y principios de 1977, mientras el bajista Glen Matlock seguía siendo miembro de la banda. La mayoría de las canciones serían regrabadas y lanzadas de forma oficial en el álbum debut de la banda, Never Mind the Bollocks, Here's the Sex Pistols.

## El álbum debut alternativo
Varios frentes, incluyendo algunos miembros de la prensa musical británica, sospecharon de inmediato que el mánager de la banda, Malcolm McLaren, era el responsable del bootleg de Spunk. Esto hubiera significado un incumplimiento del contrato con Virgin Records, que estaban planeando el lanzamiento de Never Mind the Bollocks cuando Spunk apareció. En octubre de 1977 un artículo de la revista Sounds escrito por Chas de Whalley hablaba de Spunk y se hacía eco de la casualidad.
La evidencia del incolucramiento de McLaren es especulativa, pero hay que reconocer que su compañía, Glitterbest, retuvo todos los derechos sobre las grabaciones y las cintas máster - además de que las demos que aparecen en Spunk fueron presentadas en una gran calidad. Además, como se evidencia en los números matriz de la edición original "LYN", el álbum había sido prensado en el Reino Unido por Lintone, una planta de prensado legal que presumiblemente no solía trabajar con bootlegs, y que hubieran dado la información necesaria al dueño del copyright si se hubiesen hecho preguntas. McLaren siempre ha negado responsabilidad de Spunk, pero también ha mencionado que lo prefiere a Never Mind the Bollocks.
Algunos seguidores de Sex Pistols coinciden con McLaren – y el productor Goodman – en que las versiones de las canciones que aparecen en Spunk son superiores a las aparecidas en la edición oficial, en particular porque Spunk se acerca de forma más fehaciente al sonido de la primera época de Sex Pistols en directo. El álbum también contiene las líneas original del bajo de Glen Matlock, que no fueron reproducidas cuando el guitarrista Steve Jones se hizo cargo de la grabación del bajo en Never Mind the Bollocks.
Por estos motivos Spunk es a menudo citado de facto como el álbum debut alternativo de Sex Pistols. De hecho, el álbum o parte del mismo fue oído por Tony Parsons en marzo de 1977, para convertirse en la base para su artículo en la revista NME, "Blank Nuggets in the UK", que describía las grabaciones como si fueran un inminente debut discográfico de la banda.

## Reediciones
El Spunk original fue copiado y pirateado inmediadamente después de ser lanzado. Desde entonces, las pistas han sido relanzadas en innumerables ocasiones en varios formatos, incluyendo una variante muy conocida llamada  No Future UK?, que incluye tres pistas adicionales, y muchas reediciones de Dave Goodman, que a menudo incluyen evidencia de sus remezclas y postproducciones.
Spunk también ha servido como base de varias ediciones oficiales.
Virgin Records lanzó Spunk al completo junto con varias demos de la primera época de Sex Pistols como parte de un doble CD de edición limitada de Never Mind the Bollocks en 1996.
Spunk fue lanzado el 17 de julio de 2006 por Sanctuary Records en un formato de LP (CMQLP1395, limitado a mil copias). La versión en CD (CMRCD1376) incluye tres pistas adicionales del bootleg No Future UK?.

## Información de caras B
- "I Wanna Be Me" (titulada "Just Me" en Spunk) fue la Cara B del sencillo debut de la banda, "Anarchy in the U.K.".
- La versión Spunk de "No Feelings" (titulada "Feelings") también fue la Cara B (titulada "No Feeling") del sencillo editado por A&M, "God Save the Queen".
- "No Fun", tal y como se incluyó en No Future UK?, es la versión completa de la pista editada como Cara B del sencillo "Pretty Vacant".

## Lista de canciones
Todas las canciones compuestas por Jones/Matlock/Paul Cook/Johnny Rotten. Todas las canciones en el álbum bootleg original estaban acreditadas simplemente a "Spunk". Varias canciones se presentaron con títulos incorrectos (títulos actuales entre paréntesis).

### Cara A
1. "Lazy Sod" ("Seventeen") – 2:08
2. "Satellite" – 4:10
3. "Feelings" ("No Feelings") – 2:51
4. "Just Me" ("I Wanna Be Me") – 3:11
5. "Submission" – 4:17
6. "Nookie" ("Anarchy in the UK") – 4:07

- Pistas 1-5 grabadas en la sala de ensayos de la banda en la calle Denmark (mezcladas y overdubbed en Riverside/Decibel Studios), Londres, 13-30 de julio de 1976.
- Pista 6 grabada en Lansdowne/Wessex Studios, Londres, 10-12 de octubre de 1976.

### Cara B
1. "No Future" ("God Save the Queen") – 3:37
2. "Problems" – 4:19
3. "Lots of Fun" ("Pretty Vacant") – 3:09
4. "Liar" – 2:44
5. "Who Was It" ("EMI") – 3:15
6. "New York (Looking for a Kiss)" ("New York") – 3:08

- Todas las pistas grabadas en Gooseberry/Eden Studios, Londres, 17-28 de enero de 1977.

Pistas adicionales incluidas en el bootleg original No Future UK? y la edición original en CD de Sanctuary son: "Anarchy in the UK" (Denmark Street/Riverside/Decibel, julio de 1976), "Pretty Vacant" (Denmark Street/Riverside/Decibel, julio de 1976) y "No Fun" (Lansdowne/Wessex Studios, octubre de 1976).

## Personal
- Johnny Rotten - voz
- Steve Jones - guitarra, coros
- Glen Matlock - bajo, coros
- Paul Cook - batería, coros
- Dave Goodman - productor